# Optioservus divergens
Optioservus divergens är en skalbaggsart som först beskrevs av Leconte.  Optioservus divergens ingår i släktet Optioservus och familjen bäckbaggar. Inga underarter finns listade i Catalogue of Life.